# Poicephalus
Poicephalus – rodzaj ptaków z podrodziny papug afrykańskich (Psittacinae) w obrębie rodziny papugowatych (Psittacidae).

## Zasięg występowania
Rodzaj obejmuje gatunki występujące w Afryce.

## Morfologia
Długość ciała 21–36 cm; masa ciała 98–401 g.

## Systematyka

### Etymologia
- Poicephalus: gr. φαιος phaios „szary”; -κεφαλος -kephalos „-głowy”, od κεφαλη kephalē „głowa”[5].
- Micropsittacus: gr. μικρος mikros „mały”; ψιττακος psittakos „papuga”[6]. Gatunek typowy: Pionus fuscicapillus J. Verreaux & Des Murs, 1849 (= Poicephalus cryptoxanthus W. Peters, 1854).
- Eupsittacus: gr. ευ eu „dobry”; ψιττακος psittakos „papuga”[7]. Gatunek typowy: Pionus gulielmi Jardine, 1849.
- Notopsittacus: gr. νοτος notos „południe, południowy”; ψιττακος psittakos „papuga”[8]. Gatunek typowy: Psittacus rohustus J.F. Gmelin, 1788.

### Podział systematyczny
Do rodzaju należą następujące gatunki:
- Poicephalus gulielmi (Jardine, 1849) – afrykanka czerwonoczelna
- Poicephalus fuscicollis (Kuhl, 1820) – afrykanka brązowogłowa
- Poicephalus robustus (J.F. Gmelin, 1788) – afrykanka zielonorzytna
- Poicephalus rufiventris (Rüppell, 1842) – afrykanka krasnopierśna
- Poicephalus senegalus (Linnaeus, 1766) – afrykanka żółtobrzucha
- Poicephalus cryptoxanthus (W. Peters, 1854) – afrykanka brunatnogłowa
- Poicephalus crassus (Sharpe, 1884) – afrykanka kapturowa
- Poicephalus flavifrons (Rüppell, 1842) – afrykanka żółtogłowa
- Poicephalus meyeri (Cretzschmar, 1827) – afrykanka złotoplama
- Poicephalus rueppellii (G.R. Gray, 1849) – afrykanka niebieskorzytna